# Campillo de Arenas
Campillo de Arenas is een gemeente in de Spaanse provincie Jaén in de regio Andalusië met een oppervlakte van 117 km². Campillo de Arenas telt 1.897 inwoners (1 januari 2016).